# Citronella melliodora
Citronella melliodora là một loài thực vật có hoa trong họ Cardiopteridaceae. Loài này được (Sleumer) R.A.Howard mô tả khoa học đầu tiên năm 1942.